# Duros antiguos

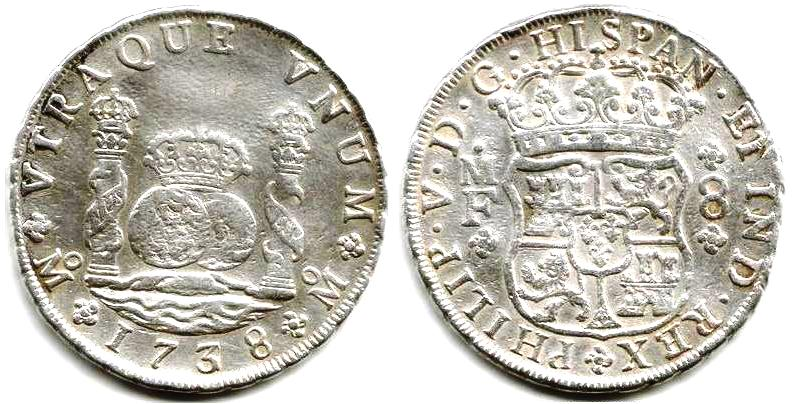
Anverso y reverso de los ocho reales acuñados en Méjico en 1738, también llamadas «monedas de los dos mundos», «duros antiguos» o «calderilla de Benito Soto».

Los duros antiguos fueron unas monedas de plata que encontró un obrero en la playa de Cádiz el 3 de junio de 1904, cuando ―al ir a enterrar unos despojos de pescadería― encontró a cierta profundidad un tesorillo de «reales de a 8» del siglo XVIII.
El obrero que encontró el tesorillo se llenó los bolsillos con cuantas monedas pudo y se fue. Pronto se corrió la voz y el pueblo de Cádiz se lanzó a la playa en busca de más monedas de plata, debido a la mala situación económica que atravesaba España desde el Desastre del 98.
El origen de estas monedas fue atribuido por algunos al Burla Negra del pirata español Benito Soto, varado en la bahía de Cádiz en 1828; otros lo relacionaron con el buque francés Defiance hundido en la batalla de Trafalgar en 1805.

## El tanguillo
El acontecimiento del descubrimiento y la caza del tesoro por la playa quedó inmortalizado en un tanguillo de carnaval gaditano, compuesto por El Tío de la Tiza (Antonio Rodríguez Martínez, 1861-1912) al año siguiente del hallazgo.

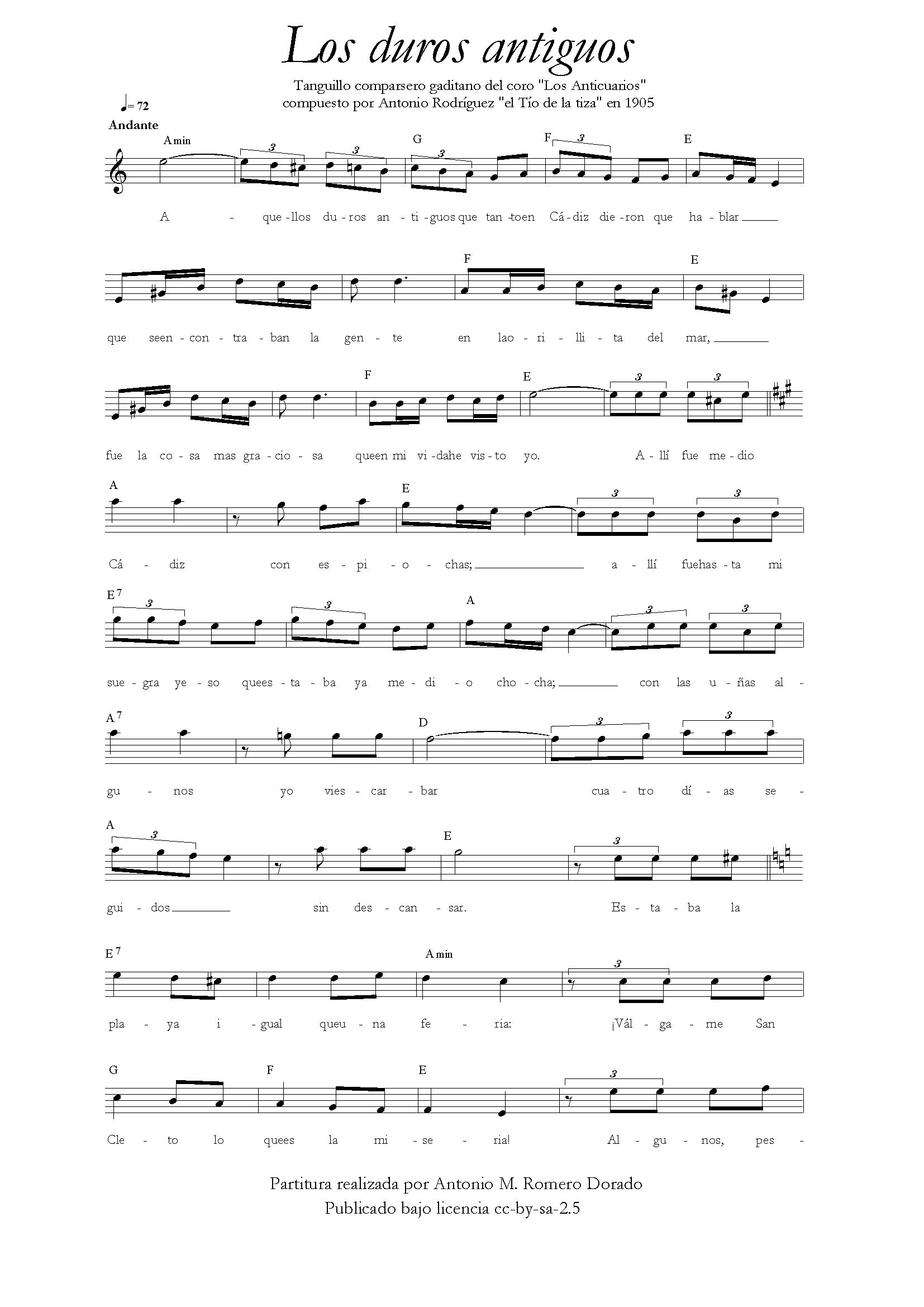
«Los duros antiguos» (1905), tango que cantaba el coro Los Anticuarios, compuesto por Antonio Rodríguez Martínez (el Tío de la Tiza).

Versión original (1905):

Aquellos duros antiguos que tanto en Cádiz dieron que hablar,
que se encontraba la gente a la orillita del mar.
Fue la cosa más graciosa que en mi vida he visto yo.
Allí fue medio Cádiz, con espiocha,
hasta fue un día mi suegra y eso que estaba ya medio chocha.
Con las uñas a muchos vi yo escarbar,
cuatro días seguidos sin descansar.
Estaba la playa igual que una feria.
¡Válgame San Cleto, lo que es la miseria!
Algunos pesaron más de ochenta duros;
pero más de cuatro no vieron ni uno.
Mi suegra, como ya dije, estuvo allí una semana,
escarbando por la tarde, de noche y por la mañana.
Perdió las uñas y el pelo, aunque bien poco tenía;
y en vez de encontrar los duros lo que encontró fue una pulmonía.
En el patio de las malvas está escarbando desde aquel día.